# Gozwin
Gozwin († 19. bzw. 29. Juni 1180 bzw. 1181) war von 1166 bzw. 1167 bis 1180 bzw. 1181 Abt des Benediktinerklosters in Münsterschwarzach. Gozwin von Mainz lebte im Jahrhundert zuvor.

## Münsterschwarzach vor Gozwin
Gozwin war bereits der neunzehnte Abt, der das Kloster Münsterschwarzach leitete. Seine Vorgänger waren im 9. und 10. Jahrhundert allerdings selten im Kloster: Als sogenannte Kommendataräbte bereicherten sie sich am Konventsbesitz, lebten aber als Laien außerhalb Schwarzachs. Erst zu Beginn des 11. Jahrhunderts änderte sich diese Situation. Nach der Beendigung der Zwistigkeiten zwischen dem Würzburger Hochstift und einigen ostfränkischen Adelsfamilien wurde Abt Alapold von Heinrich I. eingesetzt.
Es folgten weitere Prälaten, die durch die Würzburger Bischöfe in ihr Amt kamen. Nach und nach allerdings bestand auch der Konvent von Münsterschwarzach auf eine interne Abtswahl, wie sie in anderen Klöstern bereits praktiziert wurde. Wichtige Reformimpulse brachten auch die verschiedenen Äbte, die von außerhalb in die Abtei kamen: Egbert kam aus dem Kloster Gorze, während Dietrich I. dem Kloster Hirsau entstammte und auch dessen Reformen etablierte.

## Leben
Über die Herkunft und die Familie des Abtes ist nichts bekannt. Er tauchte erst mit seinem Amtsantritt in den Jahren 1166 oder 1167 auf. Als Nachfolger des Abtes Sigehard führte er dessen Bauprojekte weiter fort. Daneben begann Gozwin mit der Erneuerung des klösterlichen Kreuzgangs, der im Jahr 1180 fertiggestellt werden konnte. Weiterhin wurden die Baumaßnahmen am Narthex der Kirche fortgeführt.
Eine der ersten Amtshandlungen des neuen Abtes dürfte jedoch die Würzburger Diözesansynode gewesen sein, an der Abt Gozwin 1167 teilnahm. Hier bezeugte er, zusammen mit anderen Prälaten, eine Urkunde, die das Kloster Schlüchtern betraf. Abt Gowzin starb nach dem Münsterschwarzacher Nekrolog an einem 19. Juni, während er im Michelsberger Totenbuch unter dem 29. Juni eingetragen ist. Als Todesjahre werden 1180 oder 1181 genannt.